# Nicea (Lócride)

Mapa de la zona de Grecia central donde se ubican algunas de las principales ciudades de la antigua Lócride. Nicea se ubicaba en la parte oriental.

Nicea (en griego, Νίκαια) es el nombre de una antigua fortaleza griega de Lócride.
Estrabón la ubica junto al mar, cerca de Escarfia y de las Termópilas, dentro del mismo desfiladero que estas.
En el año 346 a. C., Faleco de Fócide rindió la plaza de Nicea a Filipo II y se firmó un armisticio que constituyó el final de la tercera guerra sagrada.